# Minucia confinis
Minucia confinis är en fjärilsart som beskrevs av Hans Daniel Johan Wallengren 1856. Minucia confinis ingår i släktet Minucia och familjen nattflyn. Inga underarter finns listade i Catalogue of Life.